# تشارلز كرامر
تشارلز كرامر (بالإنجليزية: Charles Kramer)‏ هو محامي وسياسي أمريكي، ولد في 18 أبريل 1879 في الولايات المتحدة، وتوفي بنفس المكان في 20 يناير 1943. حزبياً، نشط في الحزب الديمقراطي. انتخب عضو مجلس النواب الأمريكي.